# Siti storici nazionali del Canada sull'Isola del Principe Edoardo
Questa è una lista dei siti storici nazionali del Canada (National Historic Sites in inglese, Lieux historiques nationaux in francese) sull'Isola del Principe Edoardo. Vi sono in totale 22 siti storici nazionali nella provincia, cinque dei quali sono gestiti da Parks Canada. Il primo sito ad ottenere tale riconoscimento fu il Jean-Pierre Roma di Three Rivers nel 1933.

## Siti storici nazionali
| Sito                                  | Data                           | Anno del riconosc. | Posizione                                                                   | Descrizione | Immagine |
| ------------------------------------- | ------------------------------ | ------------------ | --------------------------------------------------------------------------- | --- | --- |
| Alberton Court House                  | 1878 (completato)              | 1981               | Alberton 46°48′45.1″N 64°04′06.6″W                                          | | |
| All Souls' Chapel                     | 1888 (completato)              | 1990               | Charlottetown 46°14′02.43″N 63°07′57.56″W                                   | | View of the altar in All Souls' Chapel                                                                                             |
| Apothecaries Hall                     | 1900 (completato)              | 1969               | Charlottetown 46°14′05″N 63°07′41.16″W                                      | Edificio in mattoni di tre piani che ha ospitato una farmacia dal 1810 al 1986, per questo considerato come una delle più antiche farmacie del Canada                                                                     | Red and buff brick three-storey building with decorative brickwork                                                                 |
| Ardgowan                              | 1850 (completato)              | 1966               | Charlottetown 46°15′07.29″N 63°07′34.64″W                                   | | Portrait of William Henry Pope |
| Municipio di Charlottetown            | 1888 (completato)              | 1984               | Charlottetown 46°14′06.97″N 63°07′46.59″W                                   | Il più antico municipio della provincia, inaugurato nel 1888 in stile neoromanico | Exterior view of Charlottetown City Hall                                                                                           |
| Confederation Centre of the Arts      | 1964 (completato)              | 2003               | Charlottetown 46°14′04.29″N 63°07′36.32″W                                   | | Exterior view of the Confederation Centre of the Arts                                                                              |
| Dalvay-by-the-Sea                     | 1899 (completato)              | 1990               | Parco nazionale dell'Isola del Principe Edoardo 46°24′53.48″N 63°04′24.01″W | Storica residenza estiva costruita per Alexander McDonald, presidente della Standard Oil of Kentucky; l'edificio è oggi un albergo, ed un eccellente esempio di stile Regina Anna nel panorama dell'architettura canadese | Exterior view of Dalvay-by-the-Sea across the water                                                                                |
| Dundas Terrace                        | 1889 (completato)              | 1990               | Charlottetown 46°13′48.65″N 63°07′39.1″W                                    | | Sepia-toned 1890s photo of dirt road with Queen Anne-style apartment at the end, with water in the distance                        |
| Fairholm                              | 1839 (completato)              | 1992               | Charlottetown 46°14′18.36″N 63°07′37.98″W                                   | | Sepia-toned 1890s photograph showing two men in late 19th-century clothing standing on the street corner in front of a brick house |
| Farmers' Bank of Rustico              | 1863 (completato)              | 1959               | North Rustico 46°25′23.9″N 63°17′00.07″W                                    | | Exterior view of the Farmers' Bank of Rustico                                                                                      |
| Former Summerside Post Office         | 1887 (completato)              | 1983               | Summerside 46°23′36.04″N 63°47′26.32″W                                      | | |
| Palazzo del Governo                   | 1834 (completato)              | 1971               | Charlottetown 46°13′52.42″N 63°08′10.15″W                                   | | Exterior view of Government House and its grounds                                                                                  |
| Great George Street Historic District |                                | 1990               | Charlottetown 46°14′01.74″N 63°07′28.21″W                                   | | Looking from Province House down Great Gorge Street                                                                                |
| Jean-Pierre Roma at Three Rivers      | 1732 (fondazione)              | 1933               | Brudenell 46°10′54.88″N 62°33′37.13″W                                       | | |
| Kensington Railway Station            | 1904 (completato)              | 1976               | Kensington 46°26′16.15″N 63°38′20.15″W                                      | | |
| L.M. Montgomery's Cavendish           |                                | 2004               | Cavendish 46°29′15.68″N 63°22′54.64″W                                       | | Exterior view of the Green Gables farmhouse                                                                                        |
| Palazzo della Provincia               | 1847 (completato)              | 1966               | Charlottetown 46°14′05.74″N 63°07′33.9″W                                    | Palazzo legislativo in stile neoclassico che ha ospitato, nel 1864, la Conferenza di Charlottetown, vertice che portò alla nascita della Confederazione canadese                                                          | Exterior view of the front facade of Province House                                                                                |
| Shaw's Hotel                          | 1860 (costruzione del rifugio) | 2003               | Brackley Beach 46°25′26.13″N 63°11′29.84″W                                  | | |
| Skmaqn—Port-la-Joye—Fort Amherst      | 1720 (fondazione)              | 1958               | Rocky Point 46°11′50″N 63°08′13″W                                           | | Exterior view of the Port-la-Joye—Fort Amherst landscape                                                                           |
| St. Dunstan's Roman Catholic Basilica | 1907 (completato)              | 1990               | Charlottetown 46°14′00.96″N 63°07′31.44″W                                   | | Exterior view of front facade of St. Dunstan's Basilica                                                                            |
| Strathgartney Homestead               | 1861 (completato)              | 1996               | Bonshaw 46°12′03.33″N 63°21′17.07″W                                         | | |
| Tryon United Church                   | 1881 (completato)              | 1990               | Tryon 46°14′28.64″N 63°30′07.3″W                                            | Chiesa di legno inizialmente destinata ad una congrehazione metodista da William Critchlow Harris; oggi è invece una chiesa unita, ed un eccezionale esempio di stile neogotico nel panorama dell'architettura canadese   | |